# 篠田龍馬
篠田 龍馬（しのだ りゅうま, 1990年5月24日 - ）は、愛知県名古屋市出身のフットサル選手。名古屋オーシャンズ所属。ポジションはゴレイロ。日本代表。

## 経歴
小学生時代には天白区のドッジボールチーム「しまだファイターズ」に在籍し、全国大会優勝を経験している。中学年代で本格的にサッカーを始め、名古屋FCに所属（6期生）してゴールキーパーとしてプレー。同期には藤田息吹、中村亮太が、1学年上には大岩一貴、熊沢圭祐がいる。高校年代では高知県の明徳義塾高等学校にサッカー留学した。
2009年3月に明徳義塾高校を卒業し、地元のフットサルチーム、名古屋オーシャンズが大洋薬品/BANFF NAGOYAから移行する形で新設した名古屋オーシャンズサテライトに1期生として登録。同時期の名古屋には川原永光やラファエル・サカイといったトップチームの主力選手が加入し、サテライトには篠田と森秀太（大津高校卒）という高卒選手2人が登録されている。
2009年10月には冨金原徹、藤原潤、青柳佳祐とともにフットサル日本代表候補合宿に招集され、11月には青柳以外の3人が東アジアフットサル選手権2009に出場。
2013年2月には名古屋オーシャンズサテライトが東海リーグ代表としてフットサル地域チャンピオンズリーグに出場。4月には東海リーグオールスターとして関東リーグオールスター戦に出場。2013-14シーズンにはFリーグU23選抜にも登録され、Fリーグ準会員リーグに出場。
2013-14シーズン第8節終了後には守護神の川原永光が肩の痛みを訴えたため、2013年8月3日のバルドラール浦安戦では篠田が代役を務め、初めてフル出場した。9月のAFCフットサルクラブ選手権で川原が右足脛骨骨折の重傷を負うと、篠田が川原の代わりに起用されたが、直後のバサジィ大分戦には3-5で敗れ、チームの国内公式戦連勝記録が52で止まった。
2014-15シーズンは開幕からレギュラーとして起用され、29試合に出場して2得点した。
2015-16シーズンには関口優志（北海道）、イゴール（町田）とともにベスト5にノミネートされた。2016年1月29日から2月14日にはブラジルの強豪クラブであるカルロス・バルボーザの練習に参加した。

## 所属クラブ

### サッカー
- 2003-2005 名古屋FC
- 2006-2008 明徳義塾高等学校

### フットサル
- 2009-2013 名古屋オーシャンズサテライト
- 2013- 名古屋オーシャンズ

## 代表選出歴
- フットサル日本代表
  - 東アジアフットサル選手権2009 出場[7]
  - スペイン遠征（2020年）
- FリーグU23選抜

## 個人成績
| 国内大会個人成績 | 国内大会個人成績 | 国内大会個人成績 | 国内大会個人成績 | 国内大会個人成績 | 国内大会個人成績 | 国内大会個人成績 | 国内大会個人成績 | 国内大会個人成績 | 国内大会個人成績 | 国内大会個人成績 | 国内大会個人成績 |
| 年度             | クラブ           | 背番号           | リーグ           | リーグ戦         | リーグ戦         | リーグ杯         | リーグ杯         | オープン杯       | オープン杯       | 期間通算         | 期間通算         |
| 年度             | クラブ           | 背番号           | リーグ           | 出場             | 得点             | 出場             | 得点             | 出場             | 得点             | 出場             | 得点             |
| 日本             | 日本             | 日本             | 日本             | リーグ戦         | リーグ戦         | オーシャン杯     | オーシャン杯     | 全日本選手権     | 全日本選手権     | 期間通算         | 期間通算         |
| ---------------- | ---------------- | ---------------- | ---------------- | ---------------- | ---------------- | ---------------- | ---------------- | ---------------- | ---------------- | ---------------- | ---------------- |
| 2013-14          | 名古屋           | Fリーグ          | 19               | 28               | 0                |                  |                  |                  |                  |                  |                  |
| 2014-15          | 名古屋           | Fリーグ          | 19               | 29               | 2                |                  |                  |                  |                  |                  |                  |
| 2015-16          | 名古屋           | Fリーグ          | 19               |                  |                  |                  |                  |                  |                  |                  |                  |
| 通算             | 日本             | 日本             | Fリーグ          | 57               | 2                |                  |                  |                  |                  |                  |                  |
| 通算             | 日本             |                  |                  |                  |                  |                  |                  |                  |                  |                  |                  |
| 総通算           |                  |                  |                  |                  |                  |                  |                  |                  |                  |                  |                  |

## 参考
- 月刊グラン2010年2月号、2013年12月号、2015年3月号
- 「フットサルFリーグ 篠田龍馬選手」読売新聞 名古屋市内版 2014年9月14日